# Aleksandr Pichushkin
Aleksandr Pichushkin (ruso: Александр Пичушкин; Mytishchi, Óblast de Moscú, 9 de abril de 1974) es un asesino en serie ruso, conocido como el «asesino del martillo», por matar a sus víctimas con esta herramienta, o el «asesino del ajedrez» porque quería que sus asesinatos igualaran el número de casillas de un tablero de ajedrez, es decir 64. Fue acusado de asesinar a 49 personas, pese a que él mismo declaró haber asesinado a 61 personas desde 1992 hasta junio de 2006, cuando fue arrestado. Actualmente reside en una prisión polar en la que sigue presumiendo de sus crímenes sin arrepentirse y donde inventó una variante del juego de cartas del rabino.

## Biografía
Pichushkin era empleado de un local de comestibles de Moscú. Empezó a matar en 1992, a los dieciocho años de edad, cuando asesinó a un compañero de estudios, al que empujó por una alcantarilla para que se ahogara porque se había negado a acompañarle en sus asesinatos. También confesó haber matado a un indigente al lanzarlo de un edificio. De ahí en adelante, Pichushkin comenzó a perpetrar una serie de asesinatos durante años, pese a que no fue hasta 2001 que se empezaron a relacionar los crímenes como obra de un solo asesino. El modus operandi de Pichushkin era engañar a sus víctimas para luego asesinarlas a martillazos; por ejemplo, invitaba a indigentes a tomar una cerveza o vodka para emborracharlos, o concertaba citas con mujeres o sus propios compañeros de trabajo, a los que invitaba a tomar algo antes de matarlos.
Fue arrestado el 16 de junio de 2006 en su casa de Moscú, después de que la policía encontrara en el contestador de la casa de una de sus víctimas un papel con datos que la mujer dejó a su hijo para que supiera a donde había ido (nombre completo de Pichushkin con su número telefónico). Pichushkin no ofreció resistencia y confesó todo desde el primer momento. En su casa, la policía encontró un tablero de ajedrez en el que con monedas iba tapando los escaques a medida que mataba a sus víctimas. El tablero tenía 61 escaques ocupados, pero la fiscalía solo encontró pruebas de 49 asesinatos. El asesino del ajedrez manifestó que quería batir el récord del asesino en serie más célebre de Rusia, Andrei Chikatilo, condenado a muerte y ejecutado en 1994 por haber matado a 53 adolescentes y niños en el sur del país.
El 10 de septiembre de 2007, comenzó su juicio, en el que estuvo aislado del público en un cubo blindado para proteger su integridad física, ya que varios familiares de las víctimas y sus vecinos manifestaron su intención de agredirlo. El 24 de octubre de 2007 fue declarado culpable de 48 asesinatos y tres tentativas de asesinato por un tribunal ruso. El 29 de octubre de 2007 se confirmó la sentencia contra Pichushkin y fue sentenciado a cadena perpetua.